# Блифи
Блифи (фр. Bluffy) насеље је и општина у источној Француској у региону Рона-Алпи, у департману Горња Савоја која припада префектури Анси.
По подацима из 2011. године у општини је живело 339 становника, а густина насељености је износила 90,64 становника/km². Општина се простире на површини од 3,74 km². Налази се на средњој надморској висини од 684 метара (максималној 1.800 m, а минималној 574 m).

## Демографија
| 1861. | 1901. | 1911. | 1921. | 1946. | 1954. | 1962. | 1968. | 1975. | 1982. | 1990. | 1999. | 2011. |
| ----- | ----- | ----- | ----- | ----- | ----- | ----- | ----- | ----- | ----- | ----- | ----- | ----- |
| 213   | 133   | 121   | 105   | 96    | 99    | 76    | 102   | 132   | 174   | 203   | 248   | 339   |

График промене броја становника у току последњих година